# العلاقات الروسية الكويتية
تشير العلاقات الكويتية الروسية إلى العلاقات الثنائية بين الكويت وروسيا.
قبل حرب الخليج، كانت الكويت الدولة الوحيدة "المؤيدة للاتحاد السوفيتي" في منطقة الخليج العربي. وقد عملت الكويت كقناة اتصال للسوفييت مع بقية دول الخليج، كما استُخدمت لإظهار فوائد اتخاذ موقف مؤيد للسوفييت. تمتلك الكويت سفارة في موسكو، وتمتلك روسيا سفارة في مدينة الكويت.

## خلفية

### العلاقات مع الإمبراطورية الروسية
في بداية القرن العشرين، سعت الإمبراطورية الروسية إلى توسيع حضورها الدولي من خلال إيجاد مناطق نفوذ جديدة، ووجهت أنظارها نحو العالم العربي. كان الاهتمام الروسي بالمنطقة ذا بُعدين؛ فقد حققت الإمبراطورية تقدمًا في فارس، وفي الوقت نفسه كانت المنافسة بين فرنسا وبريطانيا تتزايد في المنطقة. عانت بريطانيا من انتكاسات كبيرة في حرب البوير، وحاولت القوى الاستعمارية المنافسة استغلال تراجع موقعها في المنطقة. كما كان الروس مدفوعين برغبتهم في زيادة وجودهم نظرًا لأنهم والعرب كانوا يشتركون في العداء تجاه الدولة العثمانية. وفي الوقت نفسه، كانت الإمبراطورية الألمانية تخطط لبناء خط سكة حديد يربط بغداد ببرلين، وكان من المقرر أن ينتهي في الكويت.
في عام 1899 ظهرت الطراد الألماني "أركونا" في الخليج العربي، وقد ظنه البريطانيون سفينة حربية روسية. وعندما سمع الروس بالأمر، أوصى المبعوث الروسي في طهران بإرسال سفينة حربية إلى الخليج العربي. وافق القيصر نيقولا الثاني على إرسال زورق المدفعية "غيلياك". وكتب وزير الخارجية الروسي فلاديمير لامبسدورف إلى بيوتر تيرتوف، رئيس وزارة البحرية، موضحًا أن الهدف من إرسال "غيلياك" هو إظهار للبريطانيين والسلطات المحلية أن رفع العلم الروسي في الخليج العربي يعني أن الخليج مفتوح أمام سفن جميع الدول، دون نية عدائية أو خطط للاستحواذ على أراضٍ. عندما وصلت "غيلياك" إلى الكويت في فبراير 1900، حاول البريطانيون منع أمير الكويت، مبارك الصباح، من مقابلة الروس، لكنه قدم من الصحراء للترحيب بهم باعتبارهم حلفاء ضد بريطانيا. وقد أدت المناقشات المطولة إلى أن طلب مبارك في ربيع 1901 الحماية الروسية، بعد عامين فقط من موافقته على أن تكون الكويت محمية بريطانية، لكن المصادر الروسية تشير إلى أن الطلب رُفض لتجنب استفزاز البريطانيين.
في أبريل 1900، خطط الروس لافتتاح خط بخاري منتظم بين أوديسا وموانئ الخليج العربي، فافتتحوا قنصليات في البصرة وبوشهر. وفي 8 ديسمبر 1901، دخل الطراد المحمي "فارياغ" إلى الكويت، وصعد جابر بن مبارك، ابن الأمير، إلى السفينة للترحيب بالزوار. كان الأمير في الجهراء يستعد لهجوم وهابي متوقع، فأُخذ ضباط السفينة إلى هناك، حيث استقبلهم الأمير بحرارة وأخبرهم أنه سيلجأ إلى روسيا إذا تعرضت الكويت للخطر، وأنه يود رؤية أكبر عدد ممكن من السفن الروسية في الكويت. كانت زيارة "فارياغ" ناجحة، وخرج الروس من الخليج العربي وقد تركوا انطباعًا بتفوقهم البحري على البريطانيين.
بعد زيارة "فارياغ"، كان الروسي التالي الذي التقى بالأمير هو عالم الحيوان ن. ف. بوغويفلينسكي، الذي كان يجري أبحاثًا في المنطقة لصالح "جمعية محبي العلوم الطبيعية والأنثروبولوجيا والإثنوغرافيا" بجامعة موسكو. وقد نُقل عن الأمير قوله للعالم الروسي: "أعتقد أن الروس أصدقاء. يسعدني استضافتهم. وأنا دائمًا مستعد لفعل كل ما أستطيع من أجلهم."
في 1 ديسمبر 1902، دخل الطراد المحمي "أسكولد" إلى الكويت، وكان في استقباله جابر بن مبارك وابنه أحمد الجابر الصباح. لاحظ الروس أنه رغم رفع العلم العثماني أمام القصور، فإن الشيخ لم يعترف بسلطة السلطان ولم يدفع له الجزية. وفي الفترة من 20 إلى 23 فبراير 1903، وصلت السفينة "بويرين" إلى الكويت برفقة الطراد الفرنسي "إنفرنيه". وكان الغرض من الزيارة المشتركة إظهار الوحدة والقوة للتحالف الفرنسي الروسي أمام البريطانيين، رغم أن الفرنسيين كانوا يخشون الوجود الروسي في الخليج العربي، وهو ما ظهر في رفضهم السماح للروس باستخدام محطة تزويد الفحم التابعة لهم في مسقط. أدى ذلك إلى رغبة الروس في إنشاء منشأة مماثلة في الكويت، ولكن بحلول نهاية عام 1903 تحولت أنظار روسيا بعيدًا عن الخليج العربي نحو أحداث الشرق الأقصى التي أدت في النهاية إلى الحرب الروسية اليابانية.

### العلاقات في الحقبة السوفيتية
حصلت الكويت على استقلالها من المملكة المتحدة في 19 يونيو 1961، وتقدمت بطلب للانضمام إلى الأمم المتحدة. وقد استخدم الاتحاد السوفيتي حق النقض (الفيتو) ضد قبول الدولة المستقلة حديثًا في 7 يوليو 1961. أعادت الكويت تقديم طلبها في نوفمبر من العام نفسه، ومرة أخرى استخدم السوفييت الفيتو ضد انضمامها في مجلس الأمن التابع للأمم المتحدة، مستندين إلى حجة مفادها أن الكويت لم تكن بعد مؤهلة للاعتراف بها كدولة مستقلة، وإلى رأيهم بأن معاهدة 1961 مع المملكة المتحدة جعلت الدولة الخليجية خاضعة لنفوذ سياسي أجنبي. كان الموقف السوفيتي تجاه الكويت مدفوعًا بعلاقاته الودية مع العراق، الذي طالما كانت له طموحات إقليمية تجاه الكويت. وعندما أُطيح بالزعيم العراقي عبد الكريم قاسم في انقلاب بتاريخ 8 فبراير 1963، تدهورت علاقات موسكو مع بغداد، مما أدى إلى تحسن الموقف تجاه الكويت، وهذا بدوره قاد إلى إقامة علاقات دبلوماسية بين البلدين في 11 مارس 1963. رأت الكويت في إقامة العلاقات نوعًا من "التأمين" ضد أي طموحات إقليمية عراقية جديدة، بينما رأت روسيا في العلاقة جسرًا يربط الخليج العربي بالمحيط الهندي. في السنوات التالية، لم تكن العلاقات بين الاتحاد السوفيتي والكويت دائمًا ودية، ويتضح ذلك من تصريحات رئيس الوزراء السوفيتي نيكيتا خروتشوف المنتقدة لقيادة الكويت أثناء زيارته الرسمية لمصر في مارس 1964.
بدأت العلاقات في التحسن عندما تولى ليونيد بريجنيف قيادة الاتحاد السوفيتي في أكتوبر 1964؛ ومع ذلك، في حادثة المناوشات الحدودية بين الكويت والعراق عام 1973، وقفت روسيا إلى جانب العراق ضد الكويت. وفي النصف الثاني من السبعينيات، أصبحت العلاقات أكثر ودية، إذ دعم السوفييت تأميم الكويت لصناعتها النفطية، وتبنى البلدان مواقف متشابهة في القضايا السياسية الخارجية، لا سيما في ما يتعلق بالصراع العربي الإسرائيلي. كانت الكويت تقدر الدعم السوفيتي للفلسطينيين، وبعد اندلاع الحرب العراقية الإيرانية، بدأت تدعم المقترحات السوفيتية في الخليج العربي بعدما رأت أن الوجود السوفيتي هناك كان عامل استقرار، ولأن موسكو كانت بمثابة ضامن ضد أي عدوان عراقي أو إيراني. أدى ذلك إلى أن قامت الكويت بالضغط على دول مجلس التعاون الخليجي لإقامة علاقات دبلوماسية مع السوفييت، منهيةً عزلة القوة العظمى في شبه الجزيرة العربية؛ إذ كانت الكويت طوال معظم فترة الحرب الباردة واحدة من دولتين فقط في الخليج تحتفظان بعلاقات مع الاتحاد السوفيتي.
قبل حرب الخليج، كانت الكويت الدولة الخليجية الوحيدة "المؤيدة للسوفييت". ولعبت دور الوسيط الذي يربط السوفييت ببقية دول الخليج، وكانت تُستخدم كنموذج لإظهار مزايا الموقف المؤيد للسوفييت. في عام 1987، وبعد رفض الولايات المتحدة تزويد الكويت بصواريخ "ستينغر"، وقّعت الكويت صفقة بقيمة 327 مليون دولار مع الاتحاد السوفيتي لشراء صواريخ أرض–جو وأرض–أرض، ودبابات، ومعدات عسكرية أخرى. وورد أن خبراء سوفييت كانوا سيقومون بتركيب وتشغيل المعدات العسكرية وتدريب الكوادر الكويتية.
بعد غزو العراق للكويت في أغسطس 1990، وبسبب مطالب عراقية، قام الاتحاد السوفيتي بإخلاء سفارته في الكويت. وأوضح متحدث باسم وزارة الخارجية السوفيتية أن السفارة، بموجب القانون الدولي، ما زالت مفتوحة من الناحية القانونية رغم خلوها من الموظفين، وأن إجلاء 882 مواطنًا سوفيتيًا من الكويت لم يغيّر الموقف السوفيتي من عدم شرعية الغزو العراقي. وصرّح رئيس الاتحاد السوفيتي ميخائيل غورباتشوف أن الغزو العراقي للكويت خلق وضعًا "استثنائيًا وخطيرًا للغاية" في الخليج العربي، كما حذر الرئيس العراقي صدام حسين من أن رفض الالتزام بقرارات مجلس الأمن سيؤدي إلى فرض المجلس لمزيد من الإجراءات ضد العراق.

## العلاقات مع الاتحاد الروسي

### العلاقات الدبلوماسية

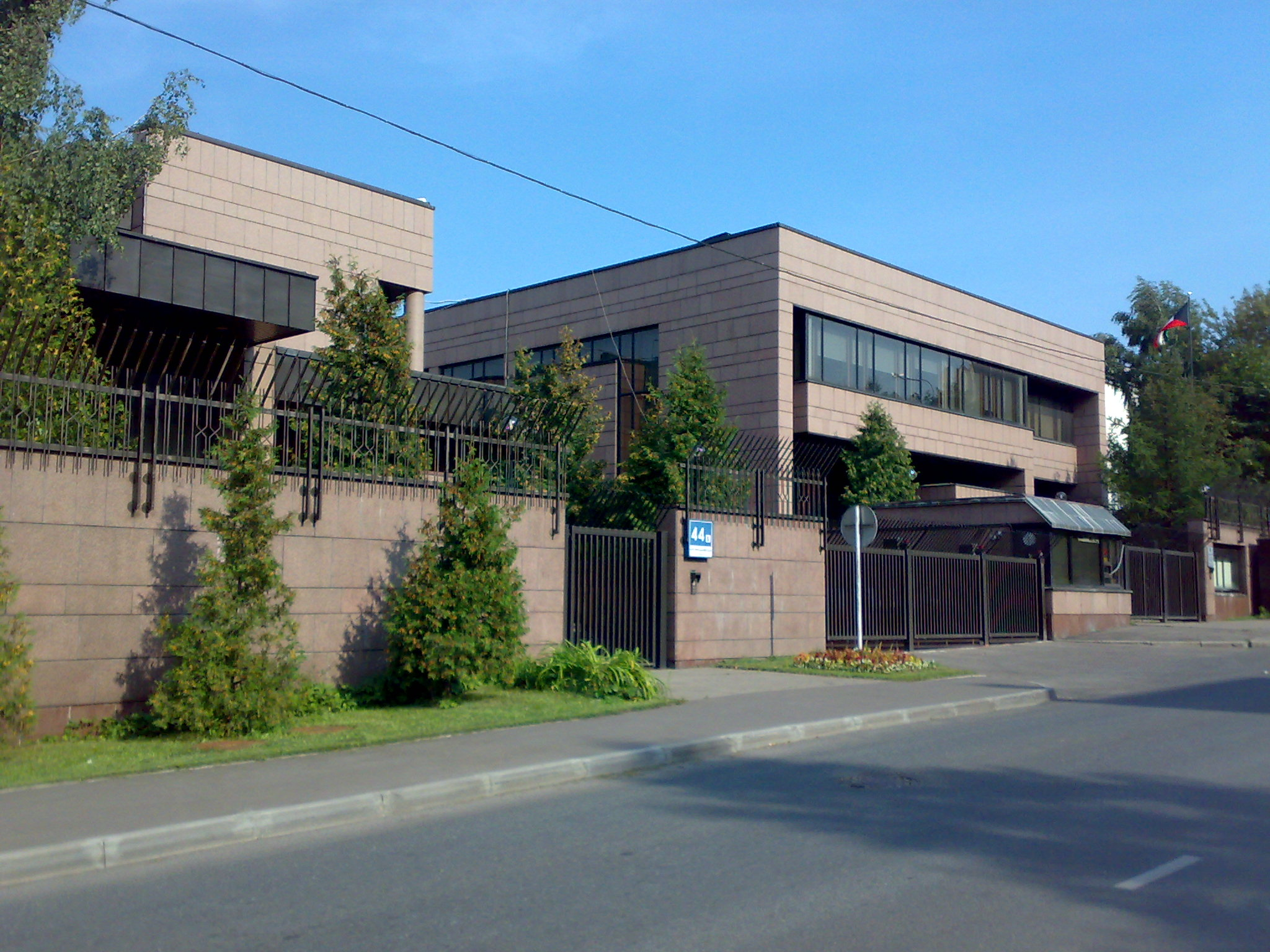
سفارة الكويت في موسكو.

في 28 ديسمبر 1991، اعترفت الكويت بالاتحاد الروسي كدولة خلف للاتحاد السوفيتي. تمتلك روسيا سفارة في مدينة الكويت، وتمتلك الكويت سفارة في موسكو. السفير الحالي لروسيا لدى الكويت هو أليكسي سولوماتين. أما السفير الحالي للكويت لدى روسيا فهو عبد العزيز العدواني الذي قدّم أوراق اعتماده لفلاديمير بوتين في 16 يناير 2014.

### العلاقات السياسية
في عام 1991، قدّمت شركة الكويت للتجارة الخارجية والمقاولات والاستثمار قرضاً بقيمة مليار دولار أمريكي لبنك فينيشيكونومبانك الروسي لمدة سبع سنوات. وفي 30 مايو 2006، اتفقت الحكومتان الروسية والكويتية على تسوية ديون الاتحاد السوفيتي السابق البالغة 1.6 مليار دولار أمريكي، بحيث تكون السداد على شكل مليار دولار نقداً و600 مليون دولار على هيئة بضائع.

### العلاقات العسكرية
في 29 نوفمبر 1993، أصبحت الكويت أول دولة عربية خليجية توقّع اتفاقية عسكرية مع روسيا، وذلك بعد إجراء مناورات بحرية مشتركة في نهاية عام 1992. وفي مايو 1994، أعلن وزير الدفاع الروسي بافل غراتشيف أن الكويت قد وقّعت اتفاقاً لتسليم عدد من مركبات القتال المدرعة بي إم بي-3 ومنظومات الدفاع الجوي الصاروخية أس - 300.
كانت الكويت أول دولة عربية خليجية توقّع اتفاقية عسكرية مع روسيا، وقد أقامت روسيا في السنوات الأخيرة تعاوناً عسكرياً واسعاً مع الكويت.

### العلاقات الاقتصادية
تم تشكيل لجنه للتعاون التجاري والاقتصادي عام 1994، أثناء زيارة رئيس الحكومة الروسية فيكتور تشيرنوميردين للكويت، وعقد الاجتماع الأول بين البلدين عام 2002 في موسكو.
أشار وزير التجارة والصناعة الكويتي أحمد الهارون، خلال كلمته في منتدى بطرسبرغ الاقتصادي الدولي عام 2009، إلى أن العلاقات بين البلدين تمتد لأكثر من 100 عام، ودعا إلى تكثيف الاستثمارات بين الطرفين.
وقعت الدولتان على عدد من الاتفاقيات في منتدى الاستثمار الروسي - الكويتي الذي عقد في عام 2014.
وصلت التجارة الثنائية بين الدولتين في عام 2017 إلى ما يقارب 708 مليون دولار أميركي.

### إحصاءات التجارة
في عام 1998، بلغت التجارة الثنائية بين روسيا والكويت 400 ألف دولار أمريكي، وبحلول الفترة ما بين يناير وأكتوبر 2005 ارتفع هذا الرقم إلى 22.2 مليون دولار أمريكي.

## بعثات دبلوماسية مقيمة
- تمتلك الكويت سفارة في موسكو.
- تمتلك روسيا سفارة في مدينة الكويت.